# Station Bramming
Station Bramming is een spoorwegstation in het Deense Bramming. Het station ligt aan de spoorlijn Lunderskov - Esbjerg die in 1874 in bedrijf werd genomen. Vanaf Bramming takt de lijn naar Tønder af. Tot 1971 was het station tevens het eindpunt van de zogenaamde diagonaalbaan die van het zuidwesten naar het noordoosten van Jutland liep. 